# Voilerie Richard
La Voilerie Richard est l’une des plus anciennes entreprises de nautisme en France et une des plus anciennes voileries au monde toujours en activité. Elle a confectionné les voiles des anciens bateaux de pêche et de commerce dont celles des Terre Neuviers mais aussi du Pourquoi Pas ? de Jean-Baptiste Charcot,.

## Historique
Nommée initialement « Le Tissage Richard », elle est spécialisée dans la confection de voiles. Fondée en 1848 à Saint-Malo intra-muros par Victor Richard, elle s'implante à Saint-Servan en 1946, où elle réside depuis,. 
En 2012, la voilerie est réorganisée, l'atelier est transféré à Saint Briac, la partie vente s'installe rue Le Gobien à Saint-Malo.
Le 9 septembre 2016 la société est placée en redressement judiciaire. Le 15 juin 2017 la société est placée en liquidation judiciaire. Le 24 septembre 2019 est prononcée la clôture pour suffisance d'actif.
En 2018, une partie des actifs sont repris,. La voilerie s'est centrée sur le site de Saint-Malo rue Le Gobien. La société du repreneur Xavier Guéguen porte le nom de Armor Voiles Gréements.
Aujourd'hui, la Voilerie Richard est toujours une voilerie (fabrication de voiles et révision), mais également :
- un atelier homologué de révision des radeaux de sauvetage ;
- un atelier de gréement ;
- un magasin d'accastillage (toutes pièces de bateaux, hors moteur, vêtements de mer).